# Jean Picard
Jean Picard (La Flèche, 21 juli 1620 - Parijs, 12 juli 1682 was een Frans astronoom en priester. Hij studeerde aan het jezuïetencollege Royal Henry-Le-Grand.
Picard leverde een belangrijke bijdrage, door een nauwkeurige meting te doen van de omvang van de aarde, gebaseerd op een zorgvuldig onderzoek van één breedtegraad langs de meridiaan van Parijs.
- Bibliothèque nationale de France: cb11941359d (data)
- Catàleg d'autoritats de noms i títols de Catalunya: 981058524542006706
- Digitale Bibliotheek voor de Nederlandse Letteren: pica018
- Gemeinsame Normdatei: 11900643X
- International Standard Name Identifier: 0000 0000 7829 5655
- Library of Congress Control Number: n85194147
- Nationale Bibliotheek van Tsjechië: mzk2010575944
- Nationale Bibliotheek van Israël: 987007429531605171
- Nederlandse Thesaurus van Auteursnamen: 085933775
- Réseau des bibliothèques de Suisse occidentale: 02-A023066007
- Istituto Centrale per il Catalogo Unico: UBOV381836
- Système universitaire de documentation: 02735332X
- Virtual International Authority File: 68937663
- WorldCat: E39PBJhtbHbHM3GJmjFcHffpfq